# Nymphargus bejaranoi
Nymphargus bejaranoi es una especie de anfibio anuro de la familia Centrolenidae.

## Distribución geográfica
Esta especie es endémica de Bolivia. Habita en los departamentos de Cochabamba, Chuquisaca, La Paz y Santa Cruz entre los 1600 y 2400 m de altitud en el lado amazónico de la Cordillera Oriental.

## Descripción
Los machos miden de 23.8 a 24.4 mm.

## Etimología
Esta especie lleva el nombre en honor a Gastón Bejarano B.

## Publicación original
- Cannatella, 1980 : Two new species of Centrolenella from Bolivia (Anura: Centrolenidae). Proceedings of the Biological Society of Washington, vol. 93, n.º 3, p. 714-724[5]